# Wilfred Mwalawanda
Wilfred Mwalawanda Ngwenya (ur. 20 grudnia 1944) – malawijski lekkoatleta, wieloboista.
Podczas igrzysk olimpijskich w Monachium (1972) zajął 22. miejsce w dziesięcioboju z wynikiem 6227 punktów (6154 według dzisiejszej punktacji). Z wynikiem 71,28 wygrał konkurs rzutu oszczepem wieloboistów.

## Rekordy życiowe
- Dziesięciobój lekkoatletyczny – 6154 pkt. (1972) rekord Malawi[1]
- Bieg na 110 metrów przez płotki – 18,54 (1972) rekord Malawi[2]
- Rzut dyskiem – 42,14 (1972) rekord Malawi[3]